# شارلوت فولتر
شارلوت فولتر (بالألمانية: Charlotte Wolter )‏ (و. 1834 – 1897 م) هي ممثلة مسرحية من ألمانيا، والنمسا، ولدت في كولونيا، توفيت عن عمر يناهز 63 عاماً.